# Rue Boissière
Pour les articles homonymes, voir Boissière.
La rue Boissière est une voie du quartier de Chaillot du 16e arrondissement de Paris, en France.

## Situation et accès
Relativement rectiligne, la rue Boissière, du sud-est vers le nord-ouest (selon le sens de la numérotation), relie la place d'Iéna à la place Victor-Hugo, croisant vers son milieu l'avenue Kléber. Dans sa section nord-ouest, la circulation s'y effectue en sens unique (de la place Victor-Hugo jusqu'à l'avenue Kléber), puis à double sens dans sa section sud-est, où à son croisement avec la rue de Lübeck, elle traverse la place Marlène-Dietrich. En légères pentes sur son parcours, elle est établie sur deux versants de la colline de Chaillot, atteignant son point le plus haut à son croisement avec la rue Lauriston.
La rue est desservie, au nord, par la ligne de métro 2 à la station Victor Hugo, par la ligne de métro 6 à la station Boissière et par la ligne de métro 9 au sud, à la station Iéna.

## Origine du nom
Son nom — ainsi que celui de la villa Boissière, au no 29 de la rue — provient de son voisinage avec l'ancienne Croix Boissière, une croix ornée de buis les jours de fête, comme le dimanche des Rameaux.

## Historique
Cette voie de l'ancienne commune de Passy existait en 1730 à l'état de chemin entre les actuelles rue Hamelin et avenue Kléber. Transformée en rue, elle est dénommée « rue du Cœur-Volant », du nom d'une enseigne de cabaret, puis elle prend le nom de « rue de la Croix-Boissière ».
Classée dans la voirie parisienne par un décret du 23 mai 1863, elle prend sa dénomination actuelle par un arrêté du 2 avril 1868.

## Bâtiments et lieux remarquables

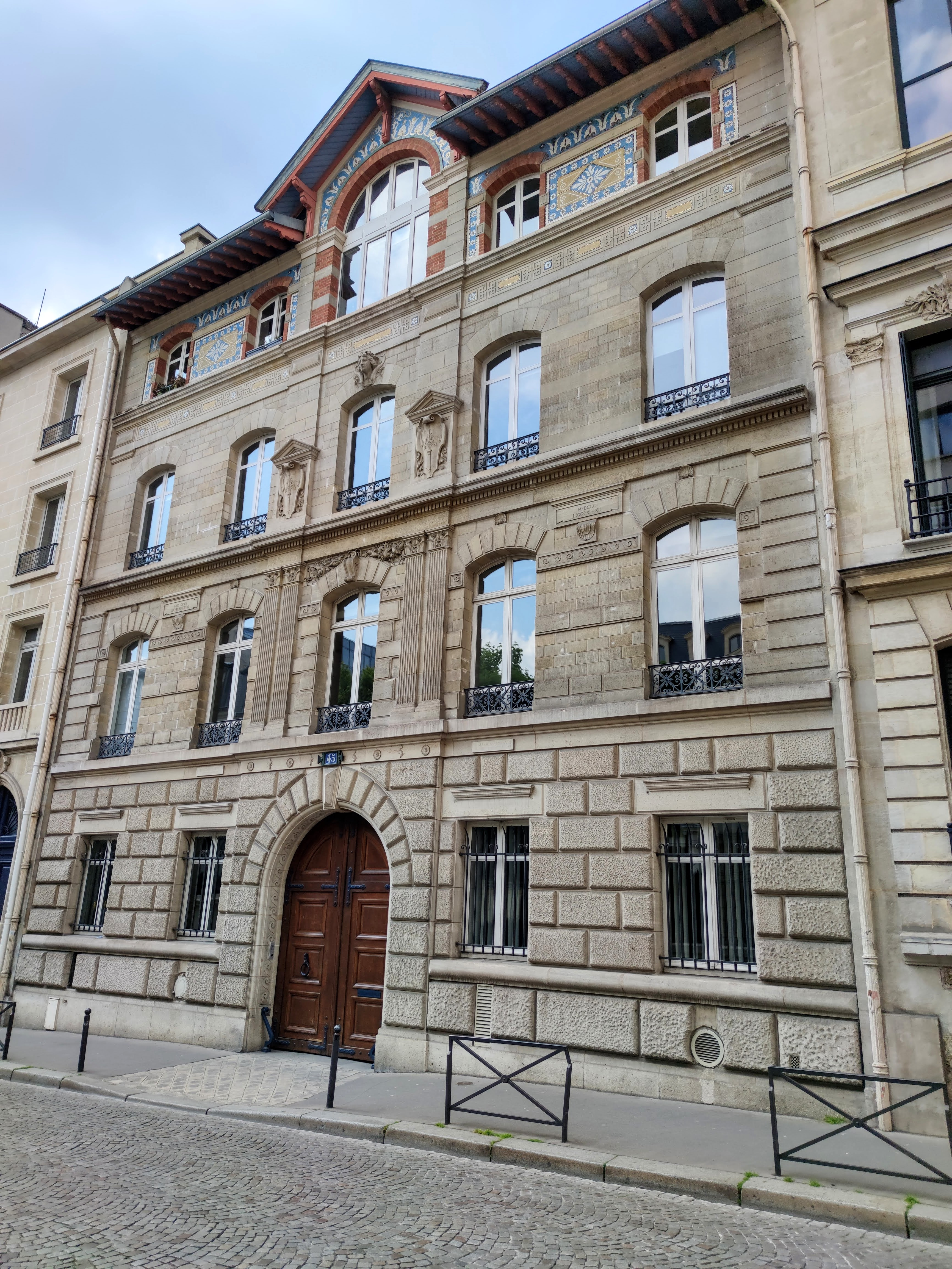
No 45.

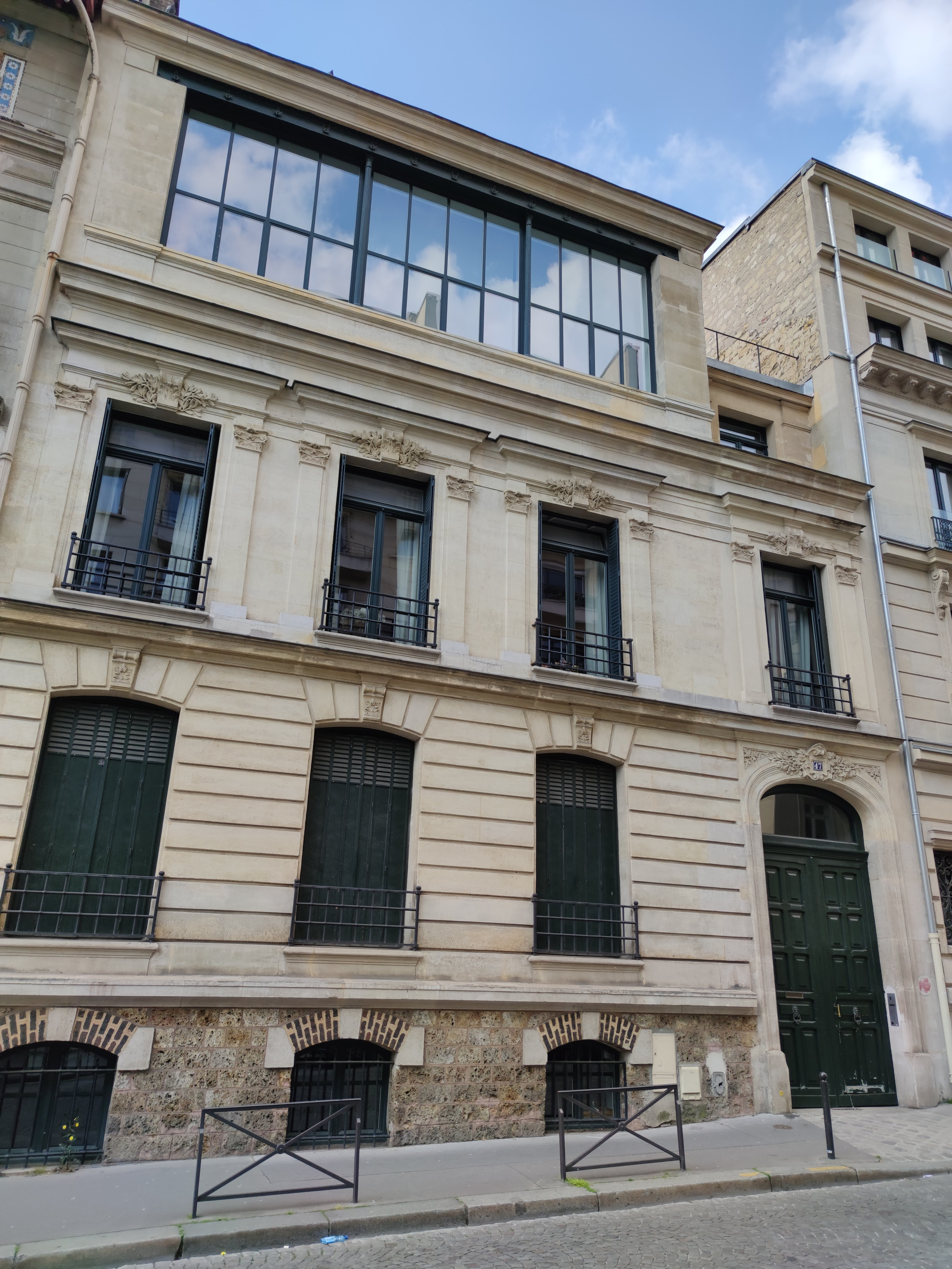
No 47.

- Le début de la rue, côté pair est bordé par le bâtiment du musée Guimet.
- No 11 : adresse du domicile et du cabinet médical du docteur André Raiga (1893-1979), officier de la Légion d'honneur, croix de guerre 1914-1918, médaille de Charleroi, de l'Argonne, de la Marne, de l'Artois, de Verdun, du Chemin des Dames, de la Somme, de Champagne, petit-neveu de Georges Clemenceau, gendre du général Mordacq, promoteur de la phagothérapie, ancien interne lauréat des hôpitaux, ex-chef de clinique chirurgicale à la Salpêtrière, fondateur et secrétaire général de la Société des Amis de Félix d'Hérelle et rédacteur en chef de son organe officiel, Les Nouvelles Archives Hospitalières. Il était président d'honneur de la Fondation du musée Clemenceau et administrateur de la Société des amis de Clemenceau.
- No 20 : adresse du domicile parisien de l'industriel et inventeur italien naturalisé français Ettore Bugatti, dans un appartement qu'il conserve jusqu'à sa mort en 1947[1] et où il mène une vie mondaine, recevant beaucoup[2].
- No 20 bis : immeuble conçu par l'architecte Octave Courtois-Suffit[3]. À cette adresse habita l'historien Georges Goyau jusqu'à sa mort en 1939. Une plaque commémorative est apposée sur la façade de l'immeuble.
- No 21 : hôtel Le Vavasseur, un hôtel particulier du XIXe siècle faisant l’objet d’une inscription au titre des monuments historiques depuis le 9 juin 1977[4].
- No 24 : adresse du domicile du couple de poètes Henri de Régnier et Marie de Régnier (née Heredia), connue sous son nom de plume : Gérard d'Houville (plaque commémorative).
- No 25 : consulat général et chancellerie de la légation de Cuba dans les années 1900[5].
- No 40 : l'écrivain René Laporte y vécut de 1931 à 1939.
- No 45 : immeuble conçu par l'architecte Paul Sédille en 1880-1882 et dont le dernier étage est orné d'un décor de briques et de mosaïques, sous un auvent de bois. Afin d’en faire accuser les communistes, le 11 septembre 1937, le groupe d'extrême droite la Cagoule provoque un attentat à la bombe contre l'Union des industries et métiers de la métallurgie situé à cette adresse. Comme lors d’un autre attentat non loin de là, le même jour, contre la Confédération générale du patronat français au 4, rue de Presbourg, un agent de police en faction devant le bâtiment est tué par l'explosion. Ces deux actions terroristes sont connues sous le nom d'attentats de l'Étoile, en raison de la proximité de la place de ce nom. Plus tard, l'immeuble est aussi l'adresse du domicile du cinéaste Louis Malle pendant plusieurs années[6].
- No 47 : immeuble construit en 1879 pour le compte de M. Mareschal par l’architecte Rousseau[7]. Le peintre et armateur Raoul Gradis (1861-1943) y a vécu plusieurs années[8]. Les Archives nationales conservent dans le fonds Gradis une série de photos représentant le salon de la rue Boissière après les dégâts causés par une bombe en 1940-1941[9].
- No 54 : établissement à l'origine de l'école privée Saint-Honoré d'Eylau, installée ici à partir de 1862. En 1879, dans un contexte anticlérical, les Frères des écoles chrétiennes en sont chassés, se réfugiant aux 57 rue Boissière et 58 avenue Raymond-Poincaré. L'établissement se trouve de nos jours 66 avenue Raymond-Poincaré[10].
- No 59 : chancellerie de la légation des Pays-Bas dans les années 1900[11].
- No 61 : le siège de l'association France-URSS se situe à cette adresse jusqu'à sa dissolution en février 1992. L'immeuble est aujourd'hui le siège du centre de Russie pour la science et la culture à Paris (CRSC à Paris), ainsi que du conservatoire russe Alexandre-Scriabine et du cercle philatélique France-Russie et pays de l'ex-URSS.
- No 66 : Caisse nationale militaire de sécurité sociale.
- No 71 bis : au rez-de-chaussée d'un immeuble, chapelle Sainte-Thérèse-de-l'Enfant-Jésus datant de 1930 et dépendant de la paroisse Saint-Honoré-d'Eylau[12]. Elle est ornée de peintures murales d'André Sauvage.

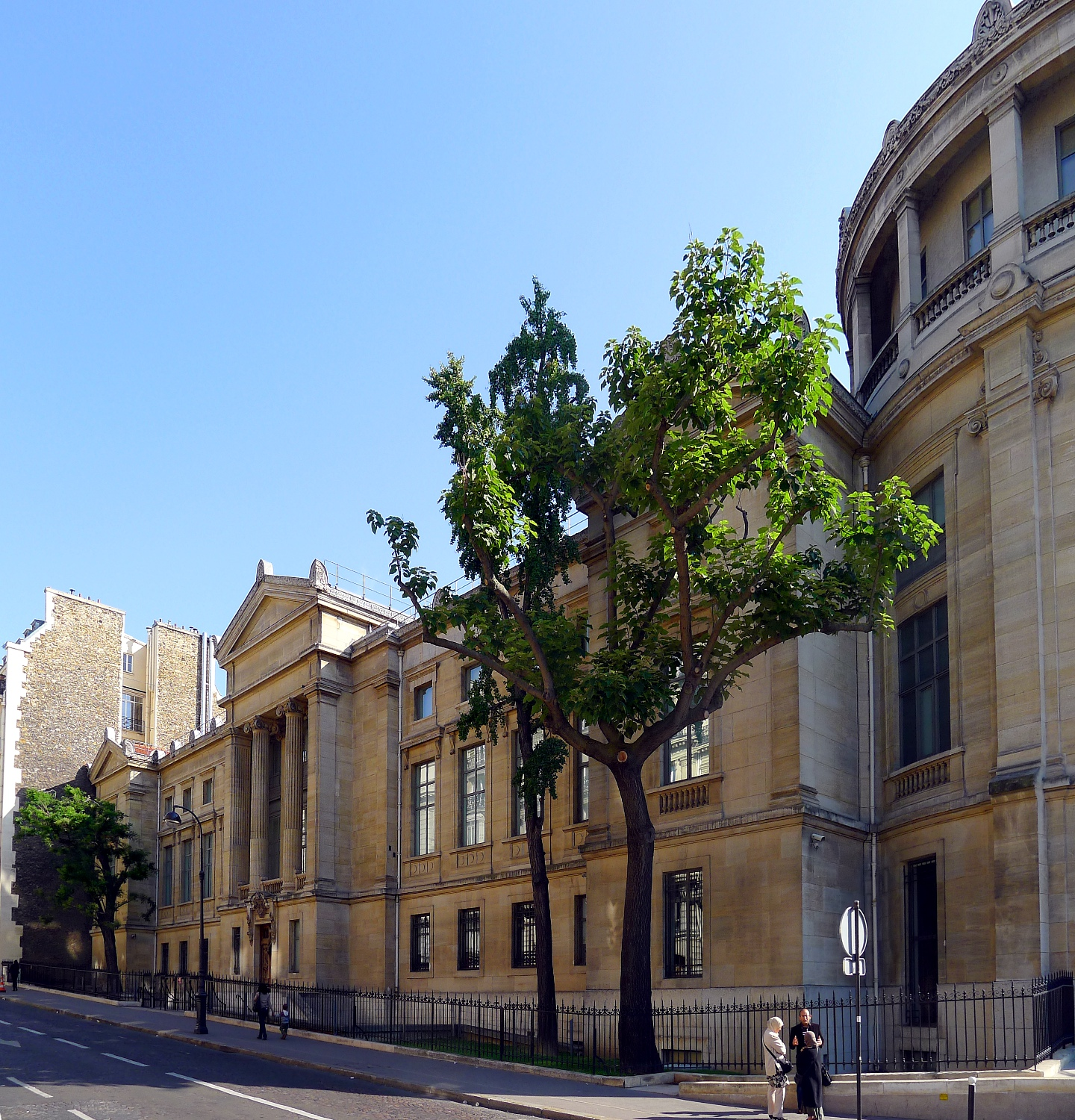
Façade, sur la rue Boissière, du musée Guimet.
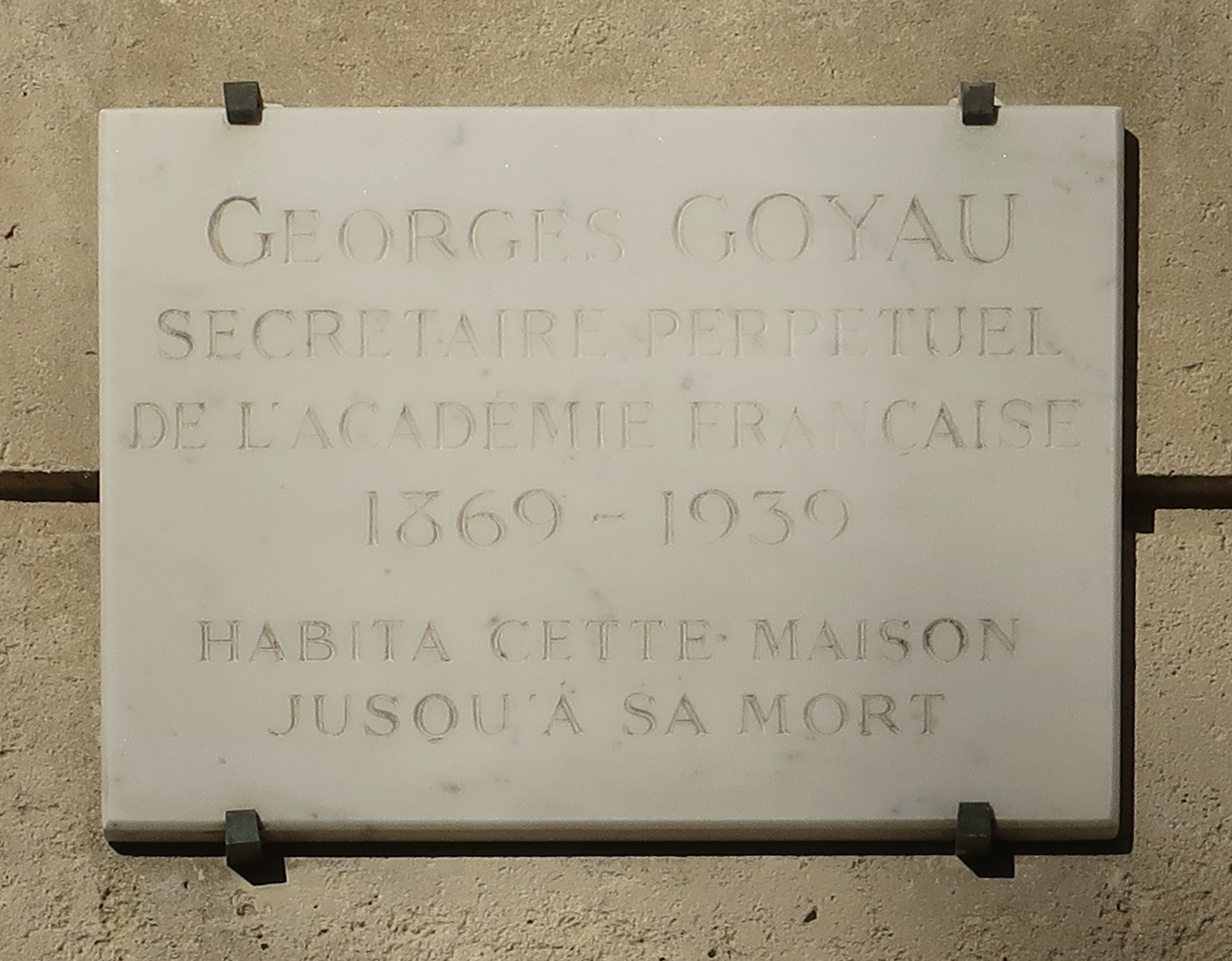
Plaque commémorative, apposée sur la façade de l'immeuble au no 20 bis, où habite l'historien Georges Goyau jusqu'à sa mort.
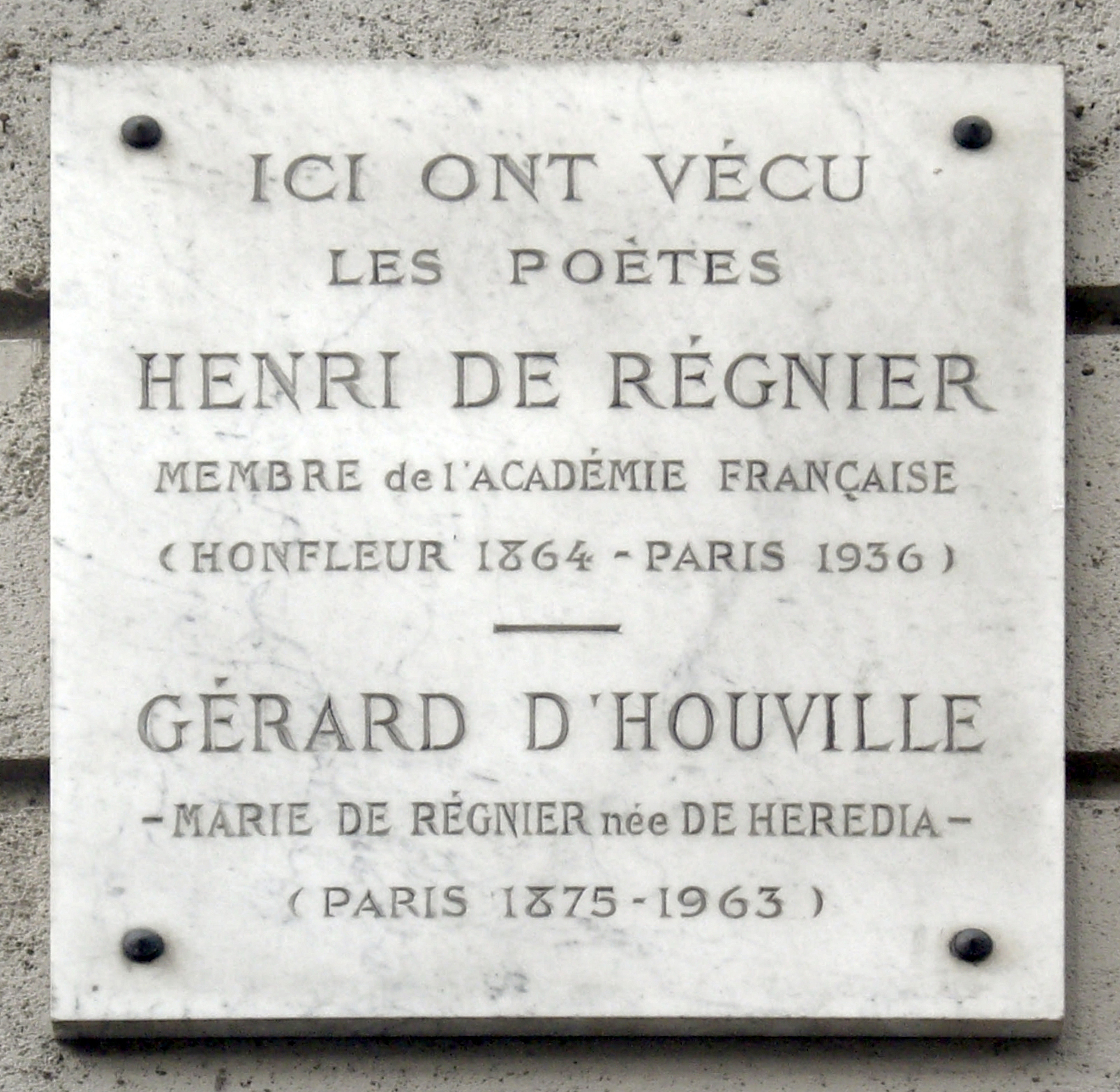
Plaque commémorative, apposée sur la façade de l'immeuble au no 24, domicile des époux et poètes Régnier.
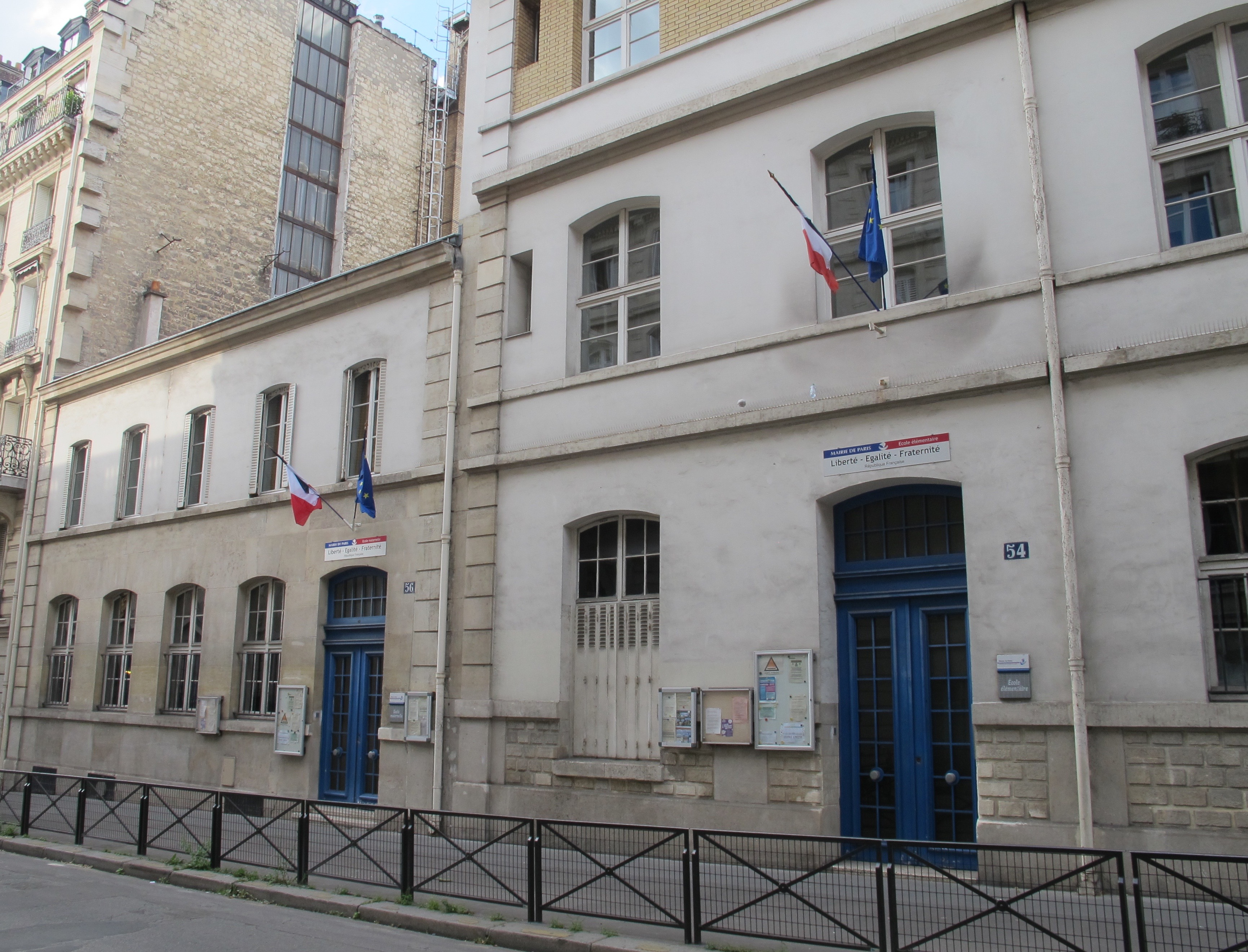
École élémentaire et maternelle publique aux nos 54-56.
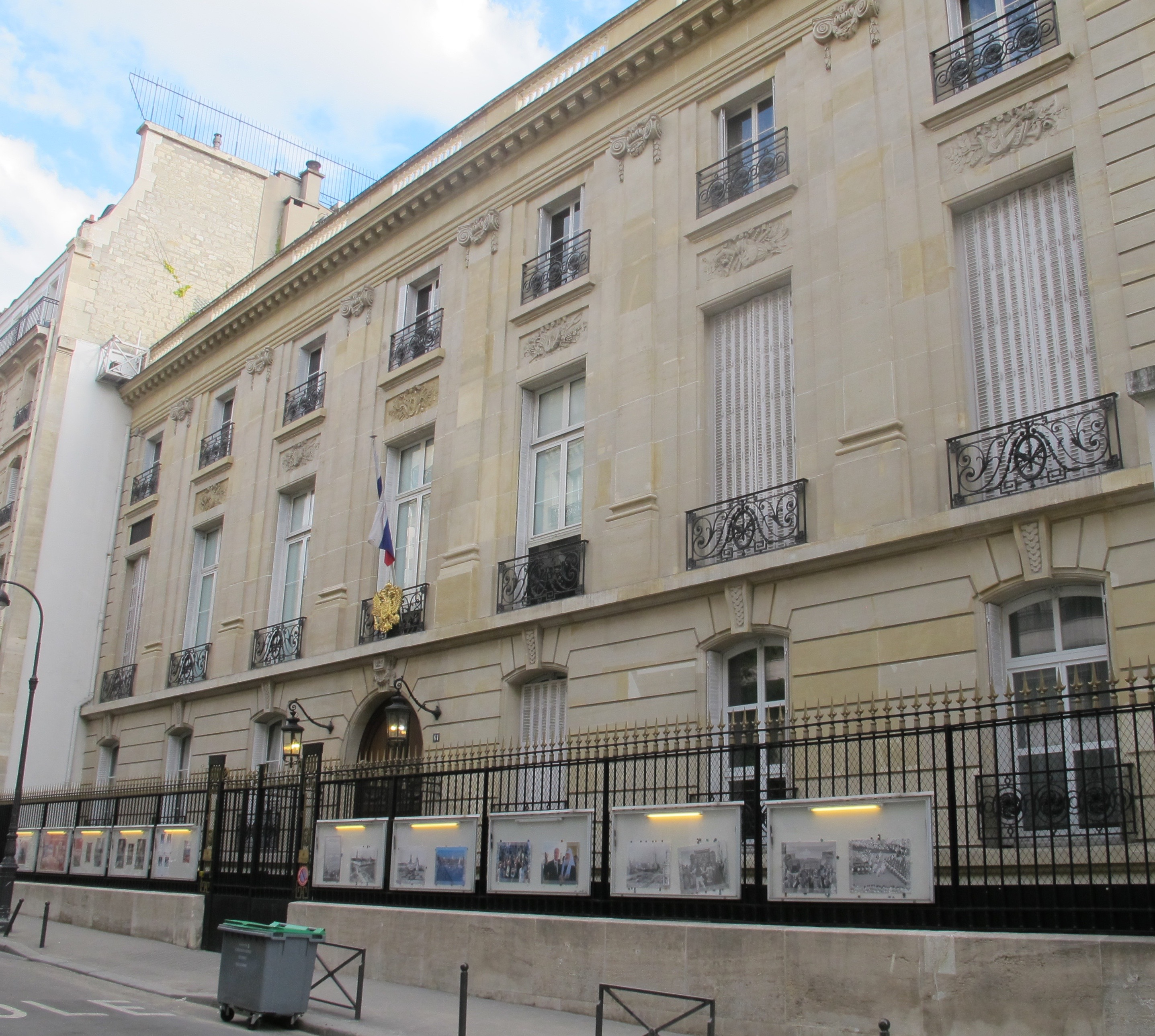
No 61 : Centre de la science et de la culture de Russie.